# Porcellana di Frankenthal

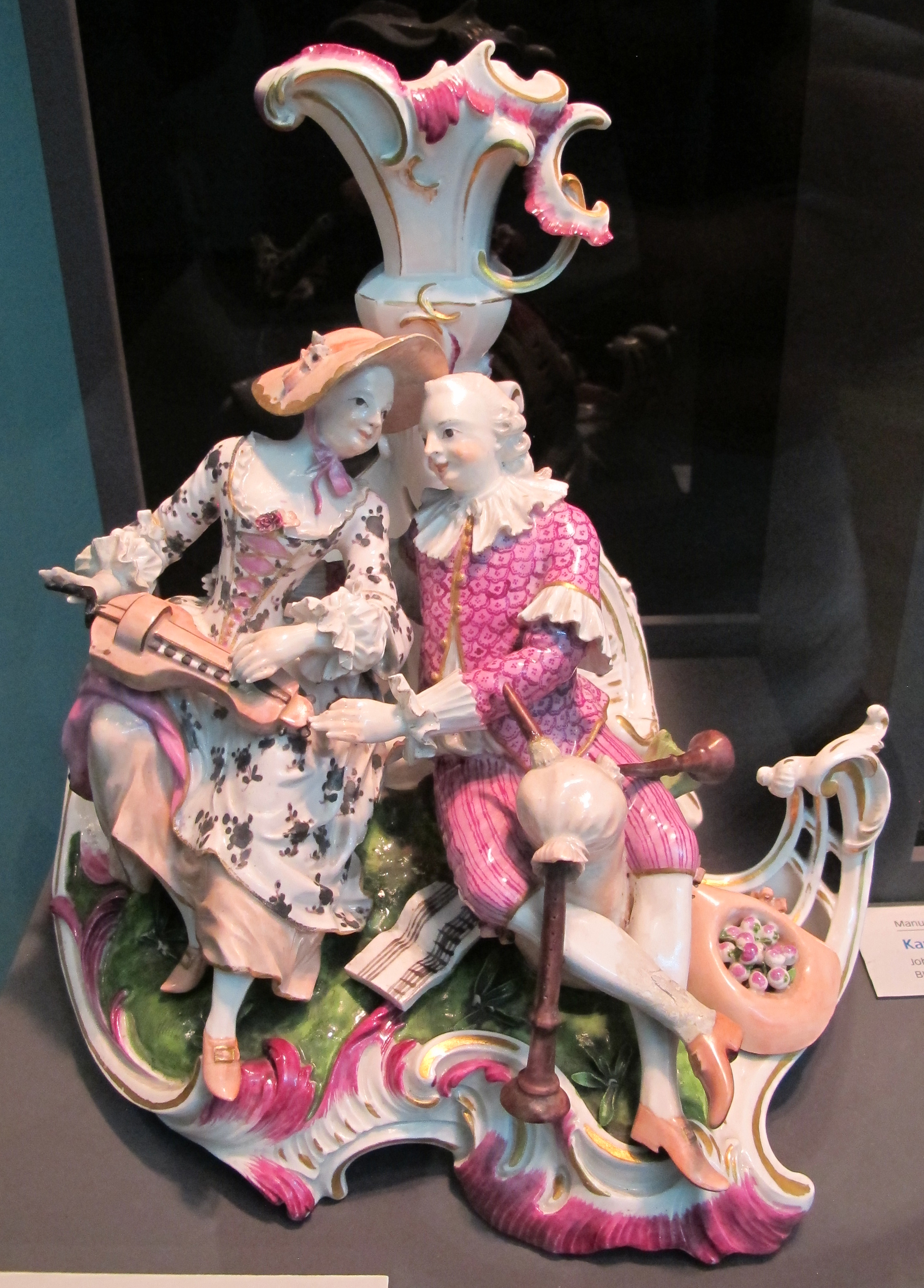
Coppia con ghironda e cornamusa

La manifattura di porcellana di Frankenthal è stata un'importante fabbrica tedesca di porcellana attiva a Frankenthal nel Palatinato fra il 1755 e il 1799.

## Storia
La fabbrica di Frankenthal fu fondata dalla famiglia Hannong, che aveva esercitato la manifattura della porcellana di Strasburgo fino al 1755, quando Luigi XIV di Francia aveva imposto il monopolio della porcellana in favore della manifattura reale di Sèvres. 
Paul Hannong si trasferì a Frankenthal, nell'Elettorato Palatino del Reno con i suoi lavoranti, dove ottenne un privilegio dal principe elettore Carlo Teodoro. La manifattura fu installata nella caserma dei dragoni.

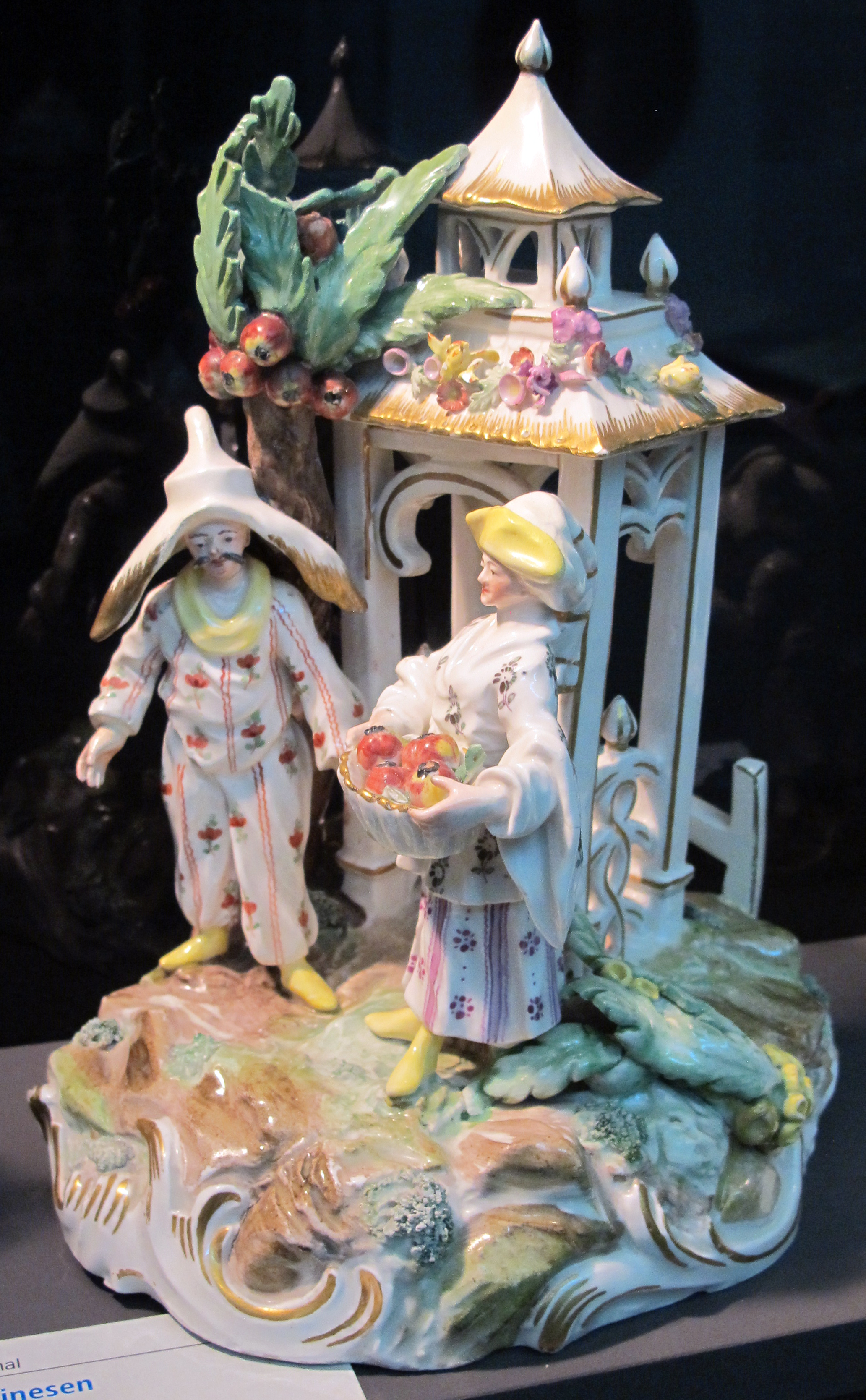
Pagoda con cinesi, 1770 circa

Nel 1757 furono ingaggiati anche artigiani provenienti dalla manifattura di Meissen e nel 1759 Hannong riuscì ad aprire un negozio a Strasburgo.
Tuttavia, nel 1760 Hannong morì e l'azienda passò ai figli Joseph Adam e Peter Anton, i quali non erano d'accordo circa l'"arcanum" (la formula dell'impasto). I loro disaccordi ebbero conseguenze rovinose sull'impresa, che nel 1761 era indebitata con il Principe Elettore a tal punto che non potevano più restituire il dovuto. Perciò nel 1762 l'Elettore Palatino rilevò la fabbrica e nominò suoi funzionari per gestirla.
Gli anni fra il 1762 e il 1770 furono straordinariamente prosperi: i prodotti raggiunsero un livello qualitativo alto e la Manifattura ebbe un'ottima reputazione. Dal 1770 i pezzi furono datati. Dal 1774 l'impasto fu fatto con caolino locale, spesso mescolato con "terra di Passavia". Entro il 1776 la manifattura aveva aperto negozi a Aquisgrana, Basilea, Francoforte sul Meno, Livorno, Magonza, Monaco di Baviera e Nancy. Lo stile era tipicamente rococò con predilezione per il colore viola
Durante le guerre napoleoniche Frankenthal fu occupata dalle truppe francesi nel 1799 e la produzione cessò. La manifattura fu ufficialmente chiusa l'anno successivo con decreto dell'Elettore di Baviera ai cui stati il Palatinato era stato nel frattempo annesso.

## Bibliografia

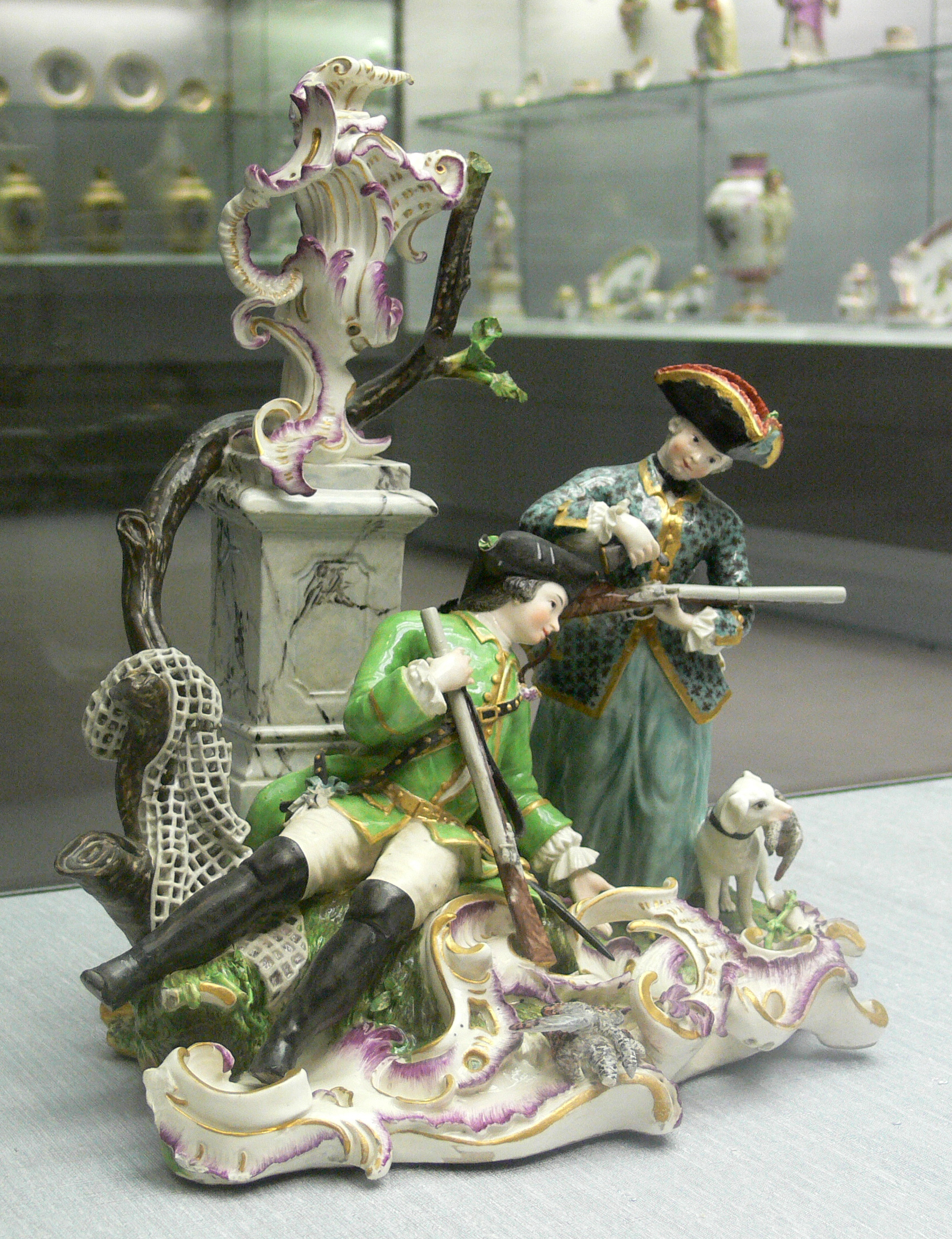
Gruppo di caccia, circa 1760

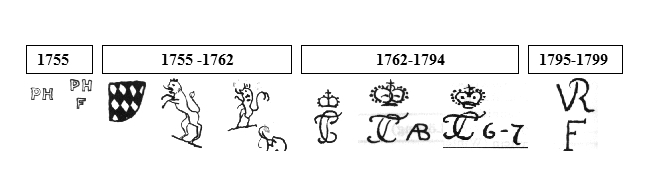
Tabella dei marchi di fabbrica